# Habronyx insidiator
Habronyx insidiator là một loài tò vò trong họ Ichneumonidae.